# Stupeň B1062 Falconu 9
Stupeň B1062 Falconu 9 je první stupeň rakety Falcon 9, vyráběné společností SpaceX, jedná se o sedmnáctý vyrobený exemplář verze Block 5. Poprvé letěl na misi GPSIII-SV04. Podruhé byl stupeň použit pro vynesení navigační družice GPSIII-SV05.
Třetí let tohoto stupně proběhl 16. září 2021, kdy vynesl posádku v kosmické lodi Crew Dragon na první civilní misi SpaceX Inspiration4. Stal se tak prvním stupněm s největším počtem letů, který vynesl lidskou posádku. 6. ledna 2022 pak při svém čtvrtém letu vynesl 49 družic satelitní konstelace Starlink. Po páté by měl být použit na plánované misi Axiom-1.

## Přehled letů
| Číslo použití    | Datum startu (UTC) | Let číslo | Doba mezi starty | Náklad             | Start | Místo startu | Přistání | Místo přistání | Poznámky |
| ---------------- | ------------------ | --------- | ---------------- | ------------------ | ----- | ------------ | -------- | -------------- | -------- |
| 1                | 5. listopadu 2020  | 97        | —                | GPSIII-SV04        |       | CCAFS SLC-40 |          | OCISLY         |          |
| 2                | 17. června 2021    | 122       | 224 dní          | GPSIII-SV05        |       | CCAFS SLC-40 |          | JRTI           |          |
| 3                | 16. září 2021      | 126       | 90 dní           | Inspiration4       |       | KSC LC-39A   |          | JRTI           |          |
| 4                | 6. ledna 2022      | 135       | 112 dní          | Starlink v1.5-L4-5 |       | KSC LC-39A   |          | ASOG           |          |
| 5                | 8. dubna 2022      | 147       | 61 dní           | Axiom-1            |       | KSC LC-39A   |          | ASOG           |          |
| Plánované starty |                    |           |                  |                    |       |              |          |                |          |